# Leptopelis susanae
Leptopelis susanae es una especie de anfibios de la familia Arthroleptidae.
Es endémica de Etiopía.
Su hábitat natural incluye montanos tropicales o subtropicales, ríos y zonas previamente boscosas muy degradadas.
Está amenazada de extinción por la pérdida de su hábitat natural.